# 池上真麻
池上 真麻（いけがみ まあさ、1976年6月10日 - ）は、日本のライフスタイルコーディネーター・フラワーデザイナー。株式会社サロンドール代表取締役社長。セント・フォース・ゾーン所属。
かつては青木 真麻（あおき まあさ）の名でフリーアナウンサー・モデルとして活動していた。

## 来歴・人物
神奈川県出身。身長160cm。血液型A型。
慶應義塾幼稚舎、慶應義塾中等部、慶應義塾女子高等学校、慶應義塾大学商学部卒業。高校時代はチアリーディング部に加入。大学在学中より「青木真麻」の名でモデル、タレント活動を行っていた。2004年に刊行された『テレビ・タレント人名事典 第6版』によると、当時はオスカープロモーションに所属していた。2005年秋ごろにセント・フォースに移籍。
私生活では離婚歴があることを認めている。2011年11月22日、3歳年上の会社員と再婚した。
2012年3月いっぱいでセント・フォースを一旦離れるとともに、アナウンサー業を引退。公式ブログ上で今後は「池上真麻」という名でライフスタイルコーディネーターとして活動することを表明。
その後、セント・フォースに復帰する際、文化人・スポーツ選手のマネジメントを担当する「ゾーン」部門に所属。同時に実の妹である池上紗織（ソイフード研究家）も同社とマネジメント契約を結んだ。
加山雄三の娘である女優の梓真悠子は小学校時代からの親友。大学の同級生にフリーアナウンサーの内田恭子がいる。

## アナウンサー時代の出演番組
- 1999年、2000年の2年間昭和シェル石油の初代イメージパーソナリティー（イメージガール）
- 2001年、BS日テレ「速報!!デジナマ巨人」でメインキャスター
- テレビ東京「ワールドビジネスサテライト」リポーター
- 日本テレビ「汐留スタイル!」リポーター
- BS-i「筆談だけの中国語」司会
- 2005年、TBSラジオ「初田啓介の激アツ!エキサイトベースボール!」アシスタント
  - 以降同局「キャッチ・ザ・エキサイトベースボール」（土・日担当）
  - 同局「元木大介のエキサイトサタデー」
  - 同局「栗山英樹のエキサイトサンデー」
- JFN各局「SUNDAY FLICKERS」
- J:COM「横濱ツウ」リポーター
- サントリーラグビー部サンゴリアス　公式サイト内「Sungoliath Smile　Cafe」コラム連載